# César Gárate
Pour les articles homonymes, voir Gárate.
Gárate  Guarniz est un nom espagnol. Le premier nom de famille, en général paternel, est Gárate ; le second, en général maternel, souvent omis, est Guarniz.
César Gárate , né le 16 février 1996, à Arequipa, est un coureur cycliste péruvien.

## Biographie
Entre 2012 et 2014, César Gárate remporte quatre titres de champion du Pérou juniors (moins de 19 ans). Il intègre ensuite l'équipe du Centre mondial du cyclisme, destinée à aider les coureurs des pays sous-équipés. 
En octobre 2015, il s'impose sur le Tour du Pérou. L'année suivante, il devient double champion du Pérou espoirs (moins de 23 ans), dans la course en ligne et le contre-la-montre. 
Au printemps 2018, il se classe quatorzième du championnat panaméricain sur route espoirs à San Juan.

## Palmarès et résultats

### Palmarès par année
- 2011
  -  Médaillé d'argent du championnat d'Amérique du Sud sur route cadets
  -  Médaillé de bronze du championnat d'Amérique du Sud du contre-la-montre cadets
  - 3e du championnat du Pérou sur route cadets
- 2012
  -  Champion du Pérou du contre-la-montre juniors
  - 3e du championnat du Pérou sur route juniors
- 2013
  -  Champion du Pérou du contre-la-montre juniors
  - 2e du championnat du Pérou sur route juniors
- 2014
  -  Champion du Pérou sur route juniors
  -  Champion du Pérou du contre-la-montre juniors
- 2015
  - Vuelta Orgullo Wanka :
    - Classement général
    - 4e étape

  - 1re étape de la Vuelta a Trujillo (contre-la-montre)
  - Classement général du Tour du Pérou
  - 2e du championnat du Pérou du contre-la-montre espoirs
  - 3e du championnat du Pérou sur route espoirs
- 2016
  -  Champion du Pérou sur route espoirs
  -  Champion du Pérou du contre-la-montre espoirs
- 2017
  - 2e du championnat du Pérou sur route espoirs
- 2018
  - 1re étape de la Doble Arequipa-Mollendo
  - 2e de la Doble Arequipa-Mollendo
  - 2e du championnat du Pérou sur route espoirs

### Classements mondiaux
| Année            | 2018 |
| ---------------- | ---- |
| UCI America Tour | 350e |